# 正平地震
正平地震（しょうへいじしん）は、室町時代前期（南北朝時代）の1361年に発生した大地震。南海トラフ沿いの巨大地震と推定されている。
この地震名の「正平」は南朝の元号から取ったものであり、北朝の元号である康安から取って康安地震（こうあんじしん）とも呼称され、多くの史料が北朝の年号で書かれているため現在の日本史学の慣習に従って「康安地震」と称した方が良いとする意見がある。
記録は南海道沖の地震と思われるものであるが、発掘調査や史料の解釈などにより東海道沖の地震も連動した可能性が提唱されている。

## 地震の記録
信頼度の高い史料とされる当時の日記である『後愚昧記』、『忠光卿記』、『後深心院関白記』(『愚管記』)、および『斑鳩嘉元記』、また信頼度は低いとされる文芸作品や後世の編纂物であるが『和漢合運』、『南方紀伝』、『太平記』、および『阿波志』などに地震被害の記録がある。
正平16年（康安元年）6月24日寅刻（ユリウス暦[J]1361年7月26日4時頃、グレゴリオ暦[G]1361年8月3日）、畿内・熊野などで被害記録が残るような大地震が発生した。
『後愚昧記』などには摂津四天王寺の金堂、奈良唐招提寺、薬師寺、山城東寺など堂塔が破損、倒壊したと記録される。『斑鳩嘉元記』によれば、法隆寺で金堂の仏壇が崩れ、東大門の築地の破損、東院伝法堂の壁が落下し、塔の九輪の上部の火炎（水煙）が折損した。なお、この塔の九輪の上で火災が生じたとする解釈があるが、それは『斑鳩嘉元記』の「當寺ニハ御塔九輪之上火炎、一折懸ニテ下モヘハヲチス、（折れ懸けにて下へは落ちず）」を、「當寺ニハ御塔九輪之上火災、一折燃テ下モヘハヲチス、」と誤読した翻刻文を掲載した『大日本地震史料』によるものと思われる。
また『斑鳩嘉元記』には、薬師寺で金堂二階の傾損、2基の塔の内、1基の塔の九輪の落下、唐招提寺でも九輪の大破、回廊の転倒、諸堂の破損したとある。さらに紀伊では湯の峯温泉の湧出が停止し、熊野山の山路や山河の破損が多く、『愚管記』には熊野神社の社頭や仮殿が尽く破損したとある。
『太平記』巻第三十六、地震と夏雪の記録。軍記物語ゆえに文学的、誇張的表現、あるいは創作による不正確な記述も見られるが、阿波雪湊（由岐）の津波の存在は事実であろうとされる。
鳴戸では三四日前に海が干上がり、地震前後に数時間に亘って地鳴りが響き渡り、地震による地殻変動と思われる現象で再び没して海に戻った様子が比喩的に表現されている。また6月22日の地震（前震?）の日は盛夏にもかかわらず冬至前後の様な寒さで雪が降りだしたことが記録されている。この夏雪の記事は当時の公卿の日記には見られないが、『高野春秋』に「辛丑六月廿二日、俄大雪降積」とあり高野山では降雪があった可能性があるとされる。
三河の記録としては渥美郡堀切の『常光寺年代記』に「自六月一日より廿一日迄大地震地破」とある。
『皇年代略記』には「貞治元年壬寅九月廿三日改元、依兵革流病天変地震也。」とあって、翌年の貞治元年9月23日（ユリウス暦1362年10月11日）に兵革・疫病・天変地異によって「貞治」に改元された。

### 前震・余震
『後愚昧記』、『後深心院関白記』(『愚管記』)、『忠光卿記』、および『斑鳩嘉元記』など複数の史料に、本震の3日前および2日前、京都・畿内において強い地震の記録がある。『日本被害地震総覧』や『理科年表』は「前震か?」としており、それが事実なら南海トラフ沿いの地震とされるものとしては確認できる唯一の前震の例となるが、この見方は誇張や誤りが多い『太平記』や『続本朝通鑑』の記述を鵜呑みにした史料批判精神に欠く今村明恒の見解による。
6月22日の地震は京都および大和で強震であり、法隆寺の築地が崩れ、天王寺の金堂が倒れる。『太平記』によれば6月18日頃、『後愚昧記』、『春日若宮神殿守記』によれば6月16日巳刻から畿内付近で地震が頻発した。
- 正平16年6月21日酉刻（1361年7月23日18時頃[J]、7月31日[G]）- 京都で地強く震う。
- 正平16年6月22日卯刻（1361年7月24日6時頃[J]、8月1日[G]）- 京都および大和で地強く震う。

史料によれば正平16年6月24日の他に、6月16、18、20、21、22、25（天王寺金堂倒壊）、26日、7月24日（摂津難波浦の津波、太平記36）、8月24日（山王寺伽藍倒壊、太平記36、本朝通鑑142）などの地震被害記録があり、余震が多かったものと見られる。ただし、創作が多分に含まれる『太平記』やこれを基に記述された『本朝通鑑』にある7月24日および8月24日の地震記事は6月24日のものであると解釈されている。
『愚管記』、『後愚昧記』には、本地震の10日後に「地また大いに震う」とあり、観心寺に修法が命じられ、熾盛光法、尊星王法を宮中に修め、地震の厄を祓わせた。『後愚昧記』によれば6月21日、6月24日の地震に匹敵する強い揺れであったという。
- 正平16年7月4日申刻（1361年8月5日16時頃[J]、8月13日[G]）- 京都で地大いに震う。

### 津波
法隆寺の文書である『斑鳩嘉元記』には「又安居殿御所西浦マテシホミチテ其間ノ在家人民多以損失云々」とあり、海岸から約4kmの距離にあった天王寺の西に位置する安居殿御所の西側まで津波が押寄せたことになり、津波は宝永地震よりもさらに1km程内陸に及んだと解釈され、宝永地震と同様に連動型地震の可能性があるとされる。ただし宝永期とは海岸線が異なることが考慮されていない。
当時、天王寺西門の坂下には「西浦」などと呼ばれる、ハマグリなどを採集・販売を生業とする商人らが居住する地域が広がっていたという。当時の海岸線は江戸時代とは異なっており、西浦と呼ばれた地域の西端は天王寺と今宮の境界である日本橋筋辺りと推定され、津波の遡上高は最大で4.65m程度、少なくとも3.3mと推定され、安政津波は上回るが宝永津波を上回ったかは不明であるとされる。

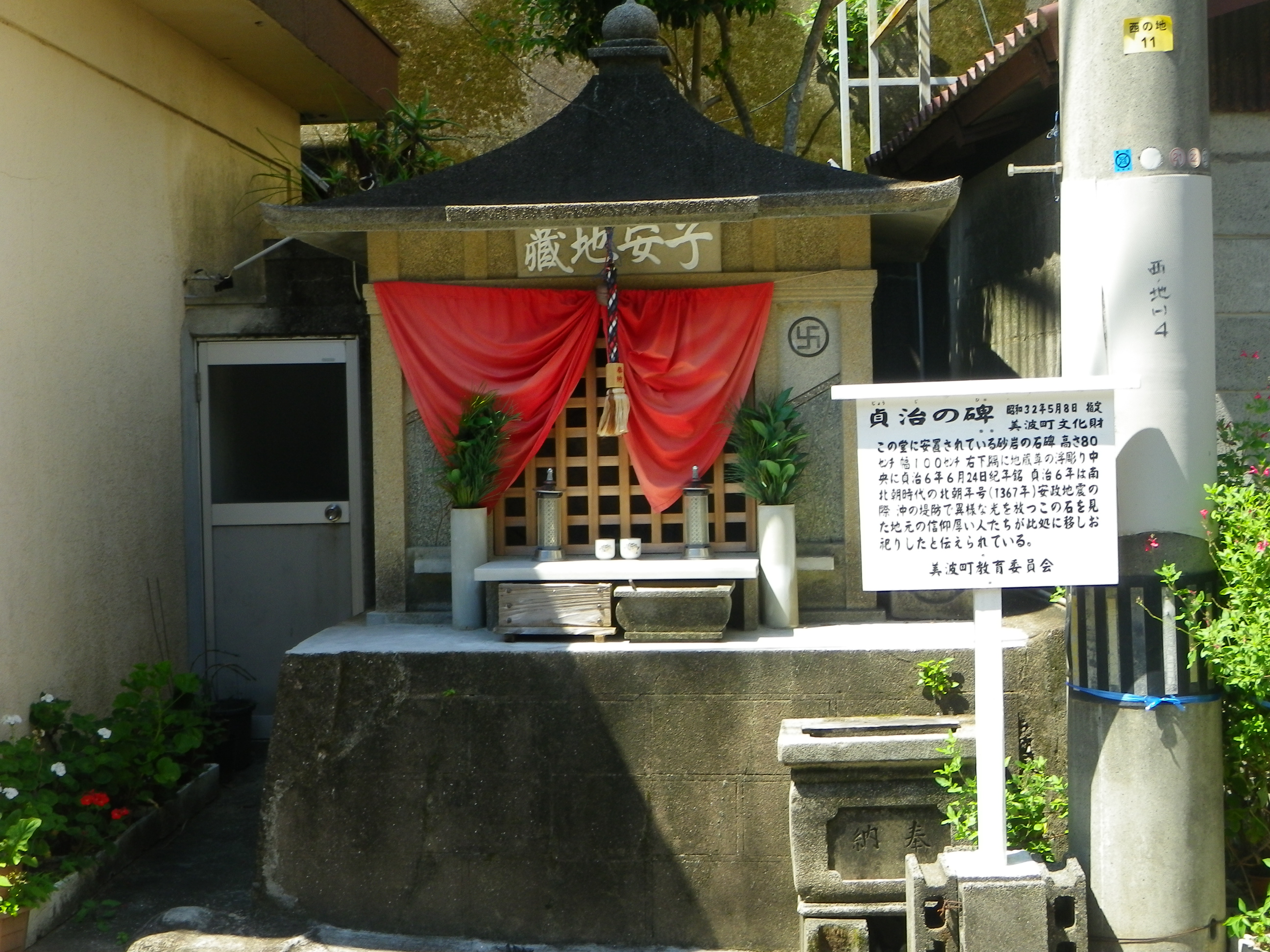
貞治の碑。徳島県美波町由岐。貞治6年（1367年）に正平地震津浪犠牲者供養のため地蔵尊を刻んだ石が、安政南海地震の際、異様な光を放ち地元の人が祀ったと伝わる。

地震・津波の描写と思われる『太平記』の冒頭の部分は『方丈記』にある文治地震における「山はくづれて河を埋み、海は傾きて陸をひたせり。」の記述に似る。難波浦では津波襲来の約1時間前に数百町（数10km）潮が引き、干上がった海底の魚を拾い集めようとした漁師ら数百人が突如襲来した津波により溺死した。
『太平記』には「山は崩て谷を埋み、海は傾て陸地に成しかば、神社仏閣倒れ破れ、牛馬人民の死傷する事、幾千萬と云数を知ず」と記述され、阿波の雪湊（現・徳島県美波町由岐地区）において大津波で1700余りの家が流失した様子も記され「家に居た僧俗男女、牛馬鶏犬。一つも残らず海底のもくずとなった」とある。阿波における被害記録が確認されているのは『太平記』およびこれを基に記された『阿波志』のみであり、その他の古文書からは確認できないが、雪湊は『平家物語』にも登場し、この頃、土佐および九州への中継の立寄り湊として1700余戸の家数を持つ当時としては大きな湊町であったことは妥当であると推定される。『阿波志』には「雪池は東西由岐村間にあり、康安元年、地大いに震い海湧き、全村蕩尽す六月十六日より地震十月に至る。地裂けて池となる」とあり、由岐大池がこの地震で出現した池であるとされる。
土佐における津波の記録は『土佐国編年紀事略』に記された香美郡田村下庄の正興寺における「正平十六年六月廿四日、高塩香美郡田村下庄正興寺ニ上ル古文書等多流失ス。」のみが確認されている。この正興寺跡地の場所は現在の高知空港付近の南国市田村・前浜であり、標高は4.5mと測定され、古文書が流されたのであるから、古文書は地上1mの高さの位置にあったと考えて、津波の高さは5.5mと推定されている。

## 地震像
大森房吉(1913)は本地震を「畿内及び附近の地震」と分類し、震源域は奈良附近から大坂を経て四国東北端に延長する一帯とし、その中心は大阪湾にあり、1510年の摂津・河内で被害の著しかった永正地震や、1854年の伊賀上野地震の震源域に続くもので同系列の地震に属すと考えた。
対して、今村明恒(1933)は宝永地震や安政地震と同類の津波被害の著しい南海道沖の大地震としている。
この年には新潟焼山が噴火し、この山は887年仁和地震の当日や1854年安政地震の前後にも噴火したと考えられており、噴火と南海トラフ沿いの巨大地震との関係が示唆されている。
河角廣(1951)は規模MK = 7. を与え、マグニチュードは M = 8.4に換算されている。宇津(2001)も M = 8.4とし、これは宇佐美(2003)による推定値M 8+1⁄4 - 8.5の中間値を四捨五入したものであるが、断片的な記録しか有しない歴史地震であり詳しい震源域も不明な点が多く数値の精度は高くない。

## 発掘調査
『太平記』などの地震被害の記録は、畿内から紀伊半島、四国のものであり、南海道沖の地震と思われるものであるが、発掘調査により同時期に東海道沿いも震源域となっている可能性が示された
。
同時期の東海道沖の地震の痕跡
- 静岡県富士市の浮島ケ原で684年白鳳地震、1096年永長地震、1361年正平地震、1707年宝永地震と近い時期に堆積サイクルが開始されたと推定され、地震による沈降が考えられる[27]。
- 愛知県木曽川町の門間沼遺跡では14世紀前半の土壙中に広がる墳砂が発見される[28]。

同時期の南海道沖の地震の痕跡
- 奈良県明日香村のカズマヤマ古墳では14世紀前半までに盗掘に遭ったと思われ石室が崩落し、その上に15世紀の土層が堆積していることから、盗掘後に大地震が起きたことを示唆している[28]。
- 和歌山県の潮岬、出雲崎および荒船崎における生物遺骸群集の調査では宝永地震や正平地震による地殻変動と見られる離水の痕跡が発見される[29][30]。
- 橋杭岩 : 津波の高い流速による巨岩の移動、宝永地震および正平地震によると見られる痕跡有り[31][32]。
- 徳島市の中島田遺跡では13世紀後半から14世紀前半の土層を引き裂く砂脈が15世紀前半の遺構により削られており、この間に砂脈が生成したことが示される[28]。
- 徳島県板野町の黒谷川宮ノ前遺跡と古城遺跡では砂脈の先端が正平地震の時期の土層で削られている[28]。
- 高知県土佐市、蟹ヶ池 : 正平地震または康和地震と推定される津波堆積物[33]。
- 大分県佐伯市の間越龍神池では3300年前までの土層中に8層の津波堆積物が発見され、特に大規模な地震のみが津波堆積物を生成したと考えられる。有史以来ではこのうち3枚であり、新しいものから1707年宝永地震、1361年正平地震、684年白鳳地震に対応することが可能である[34]。

## 東海道沖の地震連動の可能性
遺跡の発掘や地質調査および大坂における津波の遡上範囲から、正平地震は宝永地震と並ぶ大規模な南海トラフ巨大地震であった可能性を示唆している。また潮岬の橋杭岩の転石は、高い流速をもつ巨大津波によって移動した津波石と推定され、その移動は1707年の宝永地震によるものと、12-14世紀頃の移動の痕跡が認められ、正平地震の可能性があるとされる。
東海道沖の地震の震源域で発生したと考えられた1360年の地震は存在が疑われるが、本震の2日前の地震については、これを前震と考えるよりは、この22日の地震こそが正平東海地震であり、その後余震活動が活発となり南海地震に至ったと考える方が自然であるとされる。
伊勢神宮に伝わる『神宮文書』には、「康安元年六月の地震により外宮正殿の御壁板が抜け懸け、御束柱が顛倒する」との記載があり、この付近の烈震をもたらしたのは東南海地震の震源域が動いた可能性が高いとされる。これは1944年昭和東南海地震および1707年宝永地震による伊勢神宮外宮の被害と比較して著しく大きく震度5を大きく上回った可能性があるとされる。

## 関連地震

### 13世紀頃の地震
1099年の康和地震から263年の間隔があり、南海トラフ沿いの巨大地震とされる正平地震以降の間隔である約90 - 150年よりも長くなっている。この間にも記録にない地震があった可能性が考えられている。
- 静岡市の上土遺跡では鎌倉時代の地割れや正断層が発見され、この時期の東海道沿いの地震の存在が浮上した[40]。
- 和歌山県箕島の藤波遺跡において13世紀の液状化現象によると見られる噴砂の痕跡が発見される[19]。
- 那智勝浦町川関遺跡では12世紀後半に廃絶した倉庫跡を囲むように地割れに砂礫層が堆積した痕跡が発見された[41]。
- 大阪府堺市の石津太神社遺跡において13世紀前半に生じたとされる砂脈が発見される[19]。

『明月記』、『平戸記』、『百錬抄』および『吾妻鏡』などに京都や鎌倉における13世紀前半の強震の記録が幾つか見られるが、南海トラフ沿いの地震とする確たる証拠は発見されていない。この時期の東海・南海地震の発生時期を歴史記録から推定する試みもある。
『平家物語』および『方丈記』に現れる津波被害と推定される記録から、1185年の畿内付近の大地震と推定されている文治地震を南海トラフ沿いの巨大地震とする見方もあるが、被害の様相から琵琶湖西岸断層帯南部の活動による内陸地殻内地震との説が有力視される。また、京都の強震動と高い余震活動、奈良・摂津四天王寺の無被害は、南海トラフ沿いの地震とは様相が異なり、内陸浅発地震を強く示唆するものである。
1998年時点の地震調査研究推進本部による南海トラフ沿いの巨大地震の長期評価の試算で、暫定的にデータセットとして用いられた、貞永2年（天福元年）2月5日（1233年3月17日[J]、3月24日[G]）に発生したとされる天福地震も、中世に関して信頼度が低い『蓮専寺記』の「五日大地震、大風大雨にて諸国大荒、諸方にて人死之数不知、家潰事数不知候」以外に記録が見当たらず、存在が疑問視されている。
南海トラフ沿いの巨大地震は200年程度あるいはそれ以上の発生間隔が本来の姿であるとする見方もある。

### 元弘元年の地震
『太平記』には、本地震の30年前の元弘元年（1331年）に、紀伊で地震が発生し千里浜の遠干潟が隆起して陸地になり、その4日後、駿河で地震が発生し富士山頂で崩落があったとする記録がある。
- 元弘元年（元徳3年）7月3日（1331年8月7日[J]、8月15日[G]）- 紀伊で地震。震央（推定）は北緯33度42分 東経135度12分 / 北緯33.7度 東経135.2度[注 1]、規模はM≧7[1][注 2][注 6]。千里浜の遠干潟隆起。
- 元弘元年（元徳3年）7月7日（1331年8月11日[J]、8月19日[G]）- 駿河で地震。富士の絶頂崩壊。

これを東海道沖の地震と関連の深い地震に位置付ける見方もある。
『太平記』巻第二。
感応寺の第三代住職日寿の伝記に「この地震で感応山滝泉寺が崩壊し、その後駿府に移転されて改名されたのが今の感応寺である」とあり、寺の移転の事実が『日蓮宗宗学全書』でも確認され元弘元年の駿河地震の存在が確かであるとされる一方、この1331年の地震の記事は疑わしい部分があり、感応寺の記録が『太平記』と独立であるとは限らないとされる。

### 正平15年の地震
紀伊日高郡『蓮専寺記』には、正平地震の前年に以下のような地震の記録がある。
- 正平15年（延文5年）10月4日（1360年11月13日[J]、11月21日[G]）- 紀伊・摂津で大震。
- 正平15年（延文5年）10月5日（1360年11月14日[J]、11月22日[G]）- 紀伊・摂津で再震、翌6日六ツ時（6時頃）津波有。震央（推定）は北緯33度24分 東経136度12分 / 北緯33.4度 東経136.2度[注 1]、規模はM7.5～8[1][注 2][注 6]。

この前年の地震の記録は、正平南海地震に対する熊野灘以東が震源域である東海道沖の地震と考えられたことがあるが、南海トラフ沿いの巨大地震ならば当然強い揺れが予想される京都で記された『愚管記』、『後愚昧記』など公卿の記録になく、地震の存在自体が疑わしいとされる。
『蓮専寺記』は、近世以降の内容については信頼性が高くこの地域の大変貴重な史料とされている。しかし、現存する『蓮専寺記』は、江戸時代の文化年間に書写整理されたもので、また蓮専寺は文明17年（1485年）開基であり、『蓮専寺記』の記録が書き始められたのは明暦3年（1657年）からで、それ以前あるいは開基以前の内容に関しては古くなるほど信頼性が低下し、中世の頃の記録は史料価値が低いとされる。この地震記事は『熊野年代記』にある、康安辛丑（康安元年・正平16年）の大雪・大地震の記事を誤読して、延文庚子（延文5年・正平15年）に位置付けて『蓮専寺記』に記されたとみるべきとされる。この偽地震は年表から削除されるべきとされる。